# Georgi Dimitrov
Georgi Mikhaylov Dimitrov (tiếng Bulgaria: Георги Димитров Михайлов), còn được gọi là Georgi Mikhaylovich Dimitrov (tiếng Nga: Георгий Михайлович Димитров) là chính trị gia người Bulgaria. Ông là Tổng Bí thư Ban chấp hành Đệ Tam Quốc tế (Comintern) từ năm 1935 đến năm 1943.

## Lãnh tụ Bulgaria

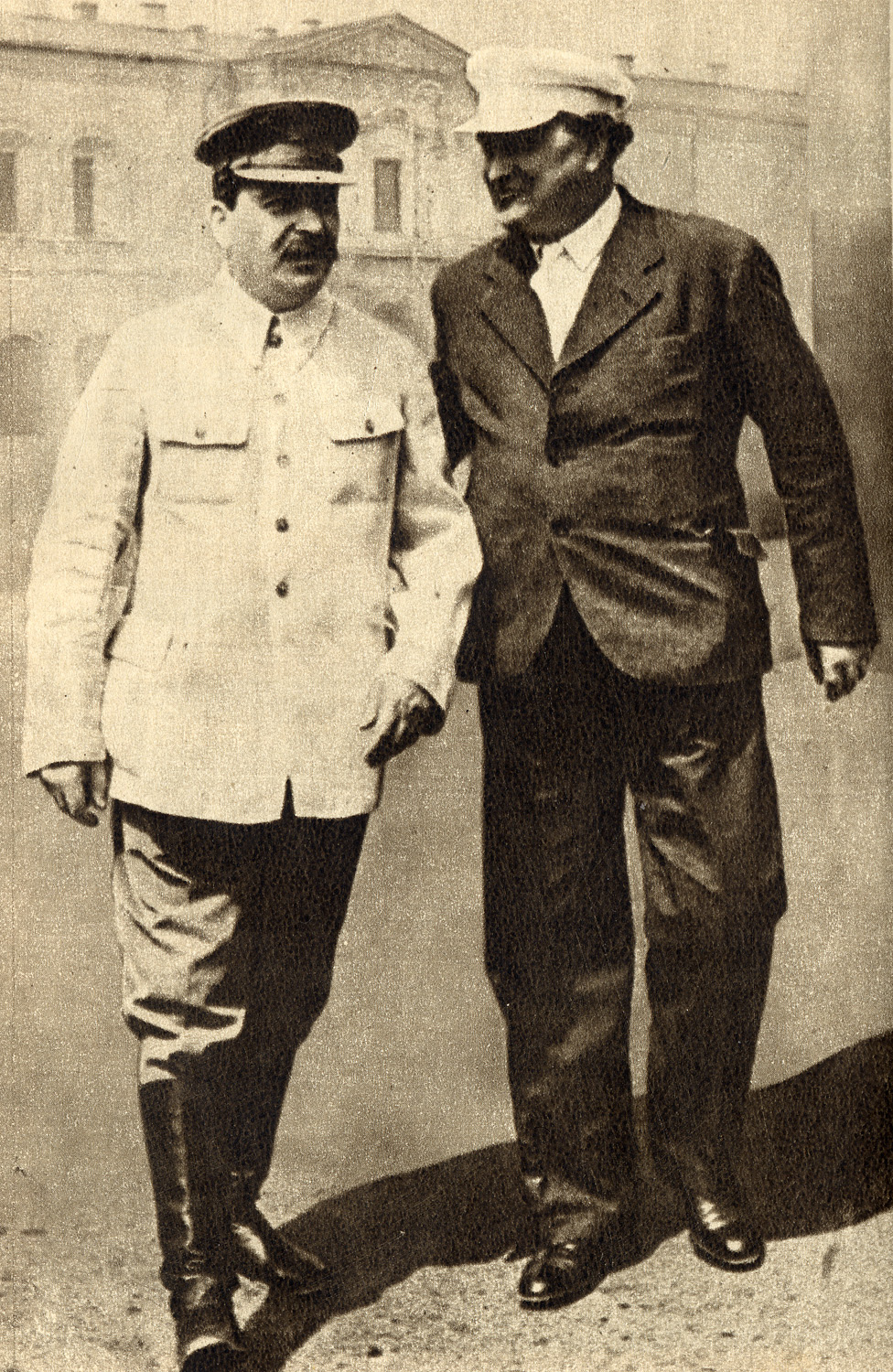
Joseph Stalin và Georgi Dimitrov, Moscow, 1936

Năm 1944, Dimitrov trở về Bulgaria sau 22 năm sống tị nạn và trở thành lãnh tụ của Đảng Cộng sản ở đó. Năm 1946, Dimitrov thừa kế Kimon Georgiev với chức vụ thủ tướng, trong khi vẫn giữ quốc tịch Liên Xô. Dimitrov bắt đầu đàm phán với Josip Broz Tito để tạo ra một liên bang những người Nam Slav, mà đã bắt đầu từ tháng 11 năm 1944 giữa các lãnh tụ Đảng Cộng sản Bulgaria và Nam Tư. Ý tưởng này dựa vào sự kiện là Nam Tư và Bulgaria là 2 nước của Người Slav duy nhất ở miền Nam, cách biệt với những người Slav còn lại, đưa tới Thỏa hiệp Bled (1947), ký bởi Dimitrov và Tito, mà kêu gọi bãi bỏ những cản trở biên giới trong việc lưu hành, chuẩn bị cho một liên minh thuế má, và việc Nam Tư sẽ không đòi Bulgaria bồi thường chiến tranh.
Tuy nhiên, giữa Tito và Dimitrov dần dần có những quan điểm khác biệt về tương lai của một liên bang và về vấn đề Macedonia. Trong khi Dimitrov hình dung một nước, nơi mà Nam Tư và Bulgaria có vị thế bình đẳng với nhau và Macedonia sẽ được nhập vào Bulgaria, Tito xem Bulgaria như là một nước Cộng hòa thứ 7 trong một nước Nam Tư mở rộng được cai trị chặt chẽ từ Belgrad. Trong khi Dimitrov xem người Macedonia là một nhánh của người Bulgaria, Tito xem họ là một quốc gia độc lập, không có dính líu gì tới người Bulgaria.
Vào tháng 1 năm 1948, dự định của Tito và Dimitrov thành lập một liên bang trở thành một trở ngại cho khát vọng của Stalin để hoàn toàn kiểm soát khối phía Đông mới lập ra. Stalin đã triệu Tito và Dimitrov tới Moscow để thảo luận việc hai nước này tiến lại gần nhau. Dimitrov nhận lời mời, nhưng Tito từ chối, và gởi Edvard Kardelj, một người thân tín của ông, đi thay thế. Việc tranh cãi giữa Stalin và Tito vào năm 1948 tạo cho chính phủ Bulgaria cơ hội lên án chính sách của Nam Tư là có tham vọng bành trướng và đã thay đổi chính sách trong vấn đề Macedonia. Ý tưởng một liên bang Balkan và một nước Macedonia thống nhất bị hủy bỏ. Dù vây, Nam Tư vẫn không rút lại quyết định không đòi bồi thường chiến tranh từ Bulgaria mà đã được ký trong Thỏa hiệp Bled (1947).